# Capsicum pubescens
Capsicum pubescens  è una pianta della famiglia delle Solanacee.
È una tra le cinque specie domesticate del genere Capsicum. Nativa del Sud America, diffusa prevalentemente in Perù e Bolivia, è presente anche nei Caraibi e in Messico. È una delle specie di Capsicum note da più tempo, essendo stata coltivata già 5000 anni fa. Essa cresce sulle Ande ad altitudini elevate, generalmente tra i 1500 m. e i 2900 m., presentando quindi una spiccata resistenza al freddo, non tollerando tuttavia il gelo e il calore delle pianure tropicali. Gli Inca apprezzavano molto il gusto del rocoto, una delle principali cultivar. Dato lo spessore della polpa dei frutti, solitamente vengono utilizzati freschi, o surgelati. L'essiccazione è difficile, a meno di utilizzare essiccatoi elettrici o metodi equivalenti.

## Descrizione
La caratteristica principale di Capsicum pubescens sono i semi neri o marrone scuro nel frutto, a prescindere da forma e livello di piccantezza. La pianta è generalmente simile ad un piccolo albero, a crescita veloce, simile ad un rampicante, tanto che è necessario sostenere con dei graticci i rami più lunghi. La colorazione dei fiori spazia dal viola intenso al bianco, con colorazioni intermedie, caratteristica che ne rende facile l'identificazione. Le foglie, ovali, possono avere una leggera peluria sulla pagina inferiore. L'altezza può arrivare a qualche metro, nei climi adatti, ma comunque lo sviluppo verticale della pianta è molto pronunciato.
C. pubescens ha pochissima variazione genetica nella specie, tanto da essere praticamente non incrociabile con nessun'altra specie coltivata, tranne con C. cardenasii e C. eximium, con i quali sembra avere un antenato in comune. Alcuni ritengono il rocoto più piccante dell'habanero, tanto che viene detto el mas picante de los picantes, il più piccante dei piccanti, ma ciò è dovuto ad una composizione di capsaicinoidi particolare.

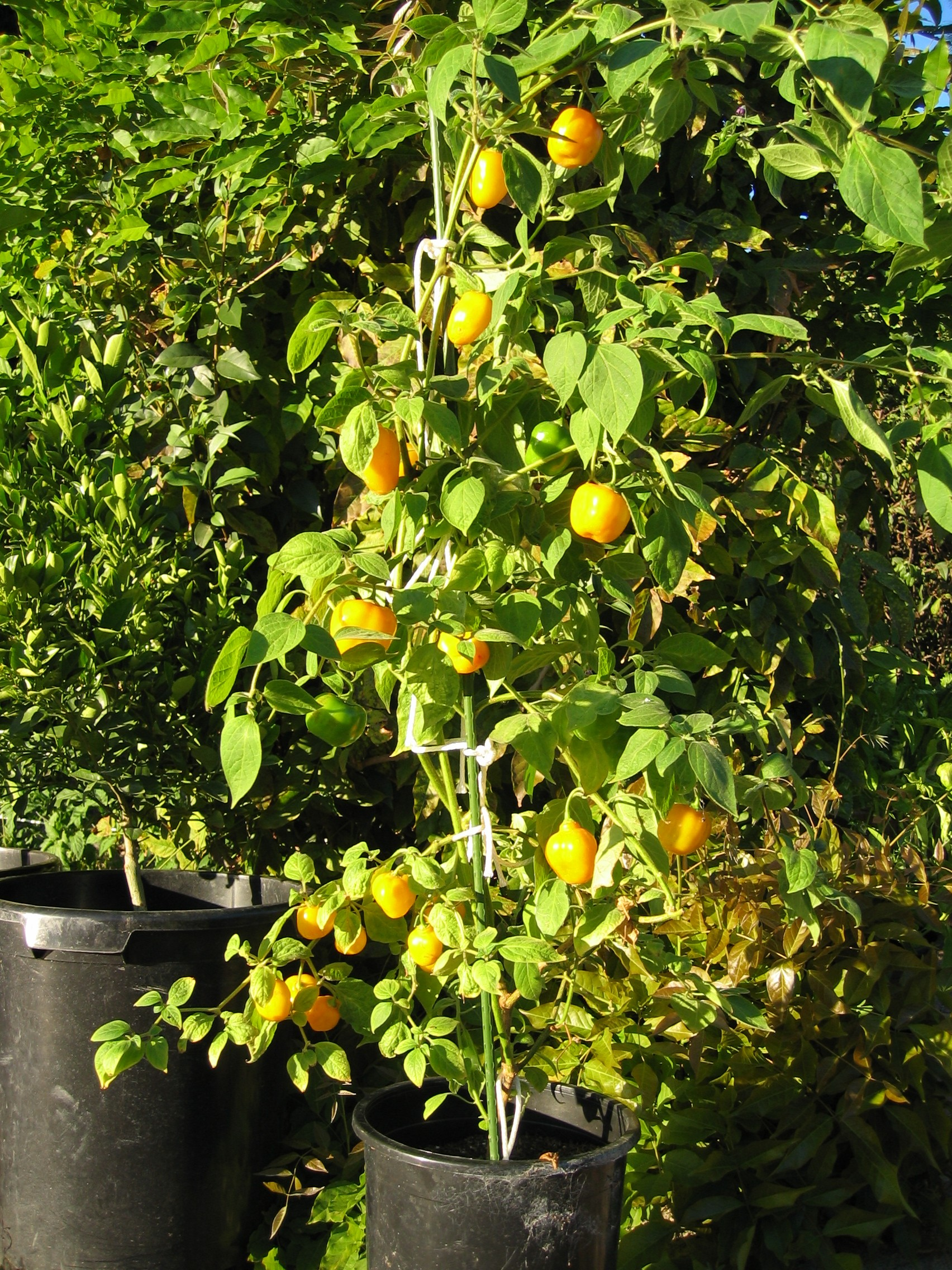
Pianta di Manzano (rocoto) giallo con frutti maturi
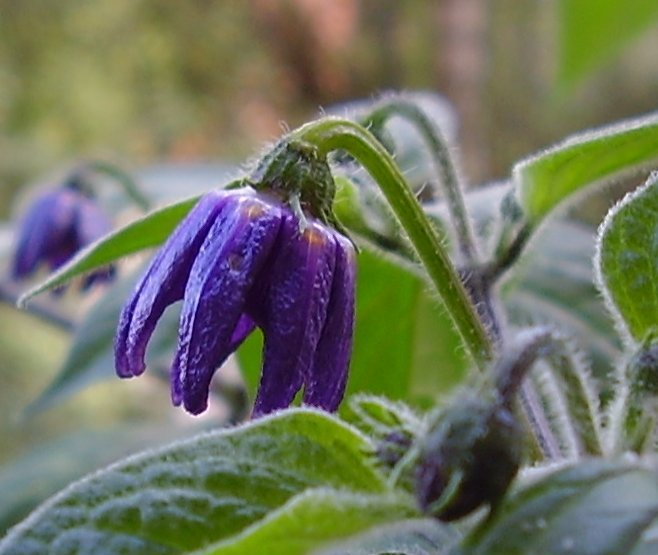
Fiore
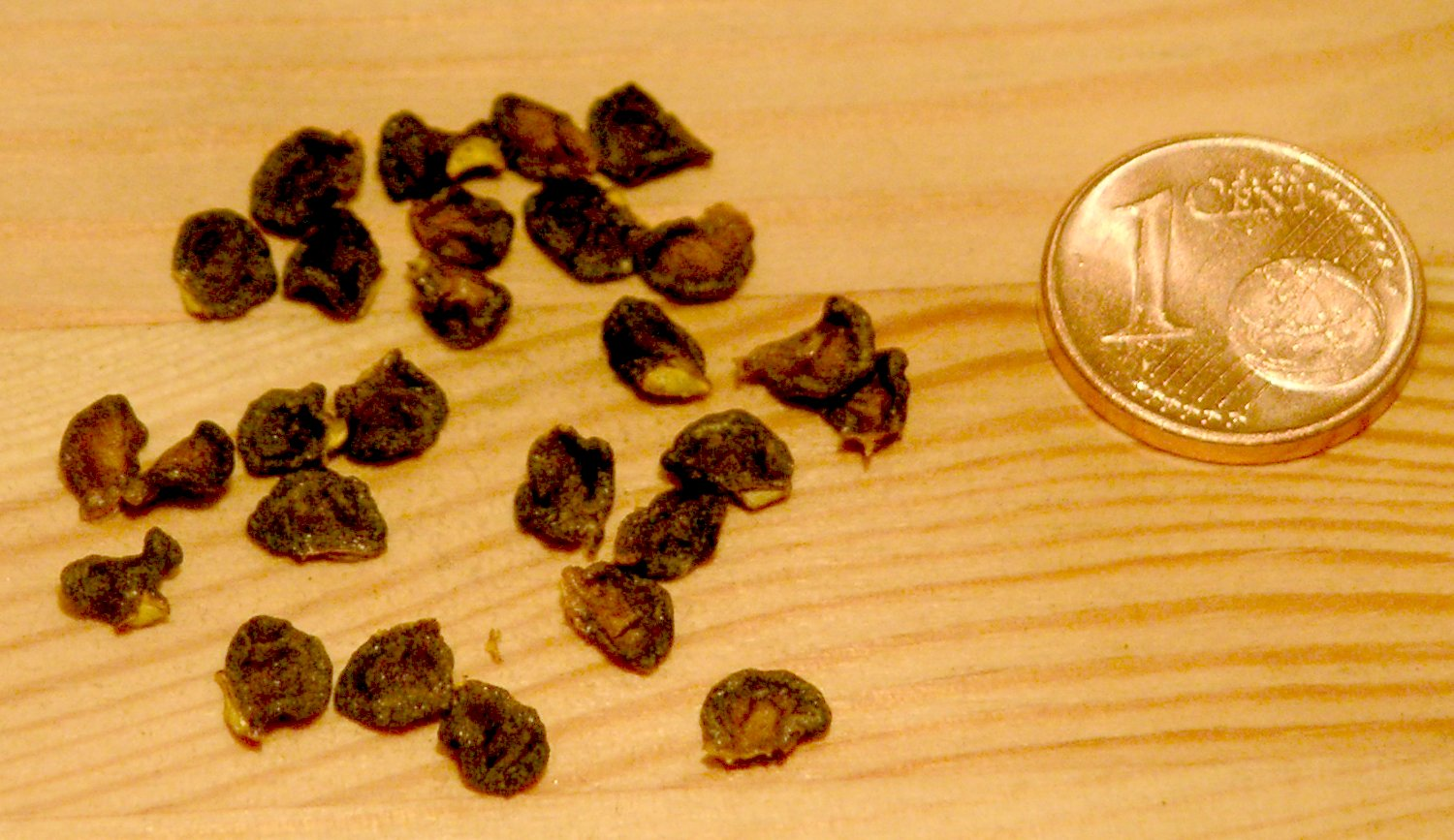
Semi
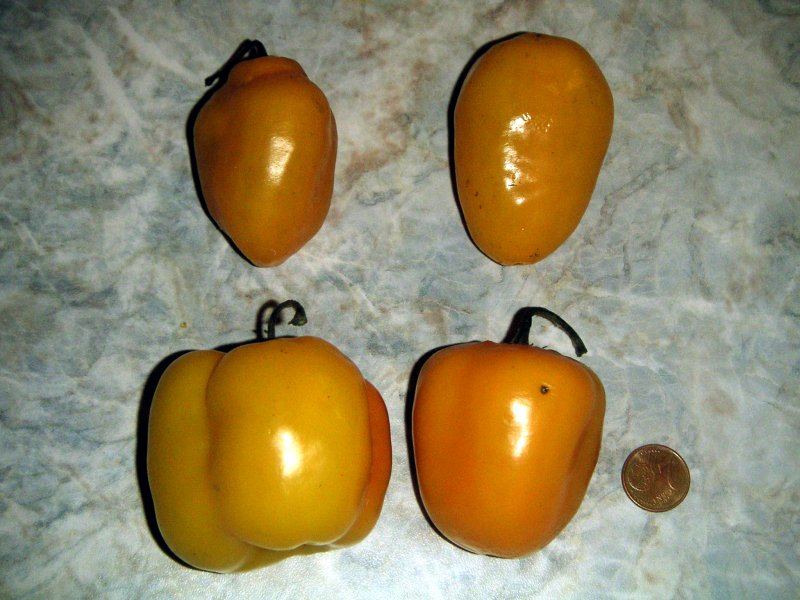
Frutti: sopra, chile de seda, sotto Rocoto giallo
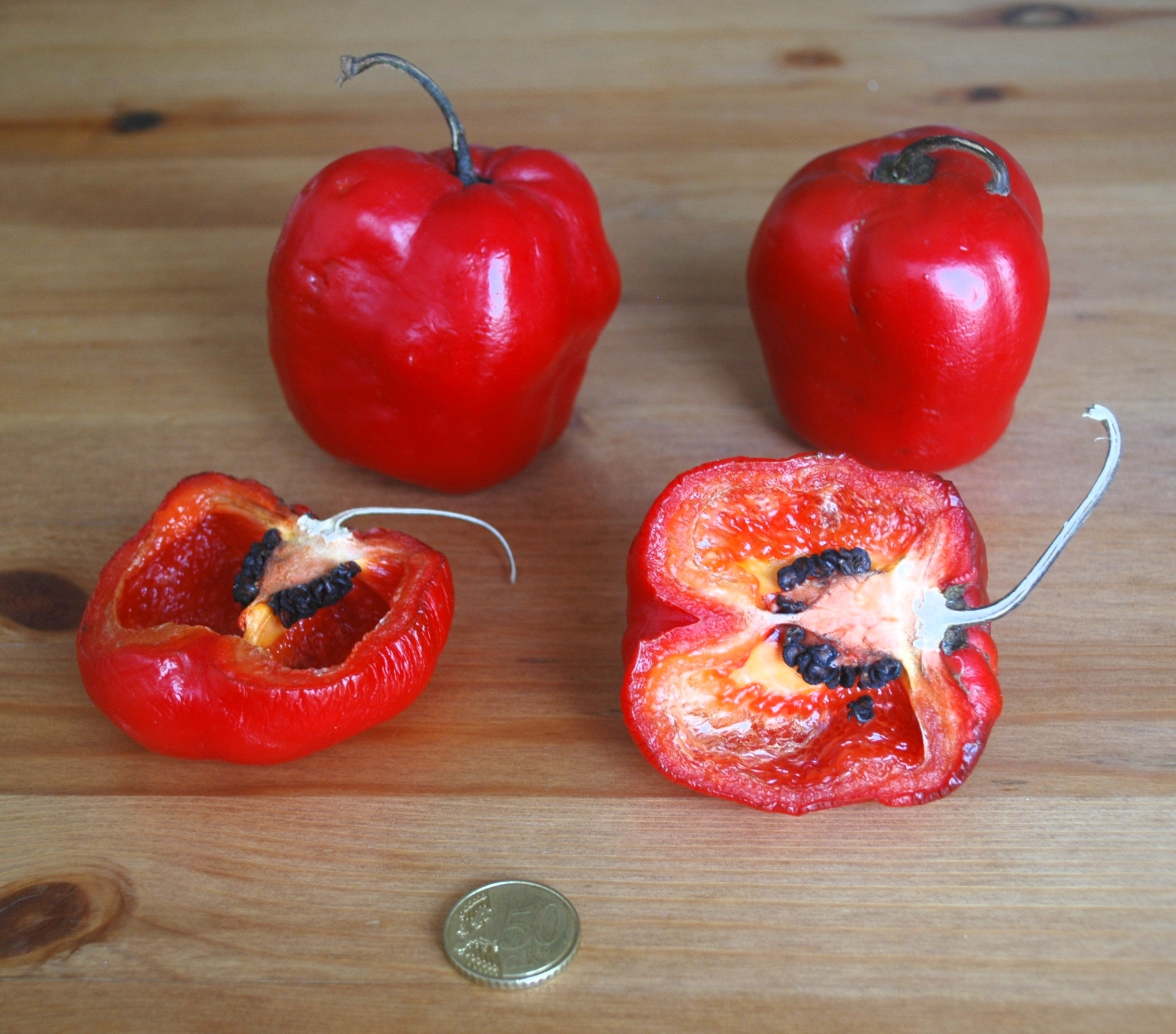
Frutti: Rocoto rosso

## Coltivazione

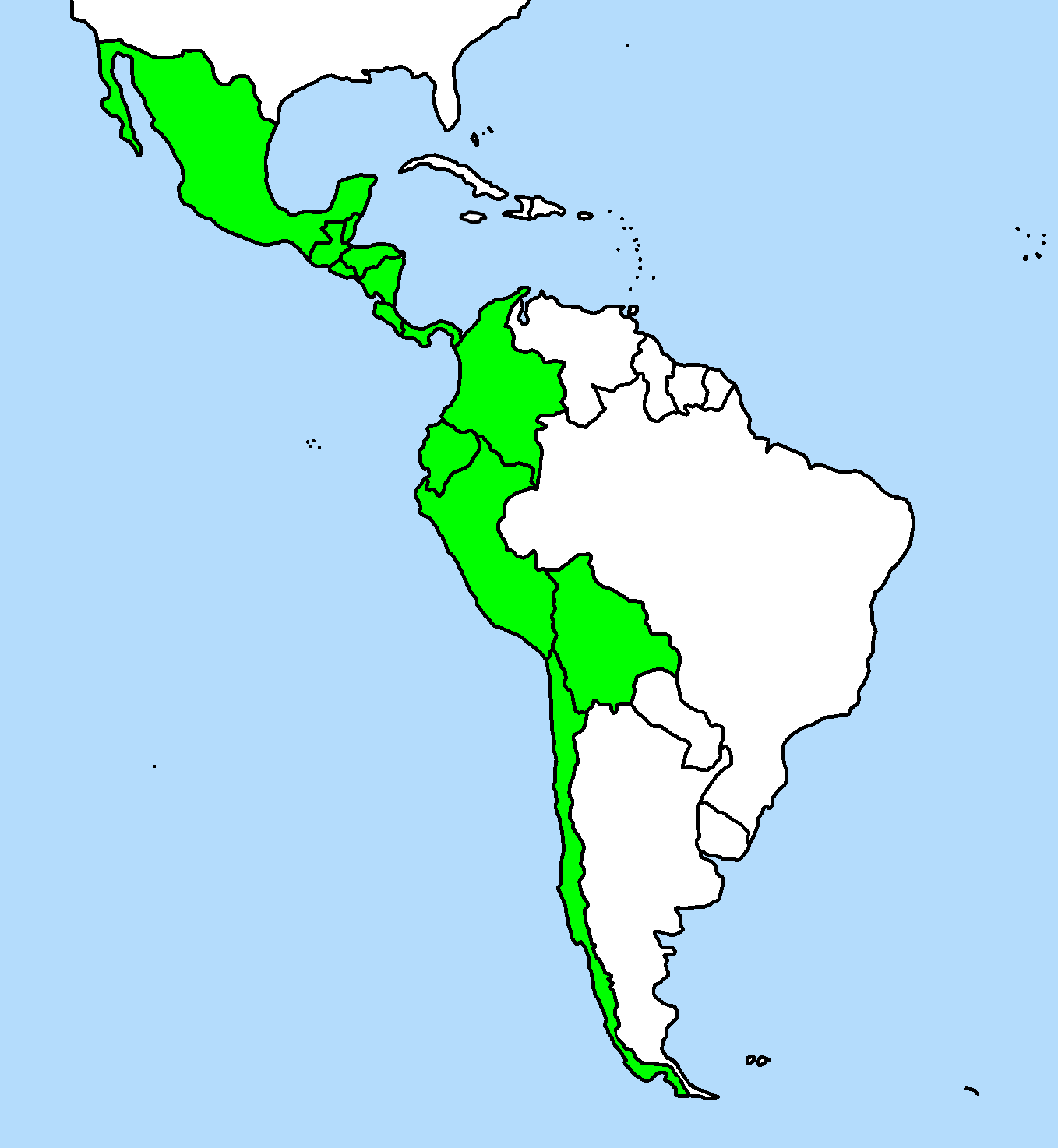
Zone dove C. pubescens è coltivato commercialmente

C. pubescens, essendo una specie adattata ai climi freddi, è adatto per la coltivazione nei climi più freddi. Come tutte le specie di Capsicum, l'eccesso di azoto nel terreno causa l'assenza di fiori e quindi di frutti nella pianta. Per la crescita e la maturazione dei frutti sono necessari circa 120 giorni dal trapianto, quindi è consigliabile seminare molto presto in serra o in germinatoio, riscaldando la composta. Molto spesso le piante non sono autofertili, quindi è consigliabile coltivarne almeno due, e impollinare a mano per avere il massimo della resa. È molto sensibile alla luce diretta del sole, quindi nelle zone più calde è bene ombreggiare le piante nei mesi estivi, per evitare bruciature a foglie e frutti.

## Piccantezza
La variabilità del contenuto in capsaicinoidi, e quindi di piccantezza, all'interno di C. pubescens non varia molto, per la maggior parte si situa tra 30.000 e 100.000 SU. Sotto riportiamo una tabella delle principali varietà e cultivar. 
| Varietà                 | Tipo di frutto    | Nome scientifico | Unità di Scoville |
| Rocoto rosso            | mela              | C. pubescens     | 30.000 - 100.000  |
| Rocoto giallo (Canário) | mela              | C. pubescens     | 15.000 - 50.000   |
| Rocoto de Seda          | allungato, giallo | C. pubescens     | 15.000 - 50.000   |